# Adam Konarski
Adam Konarski armoiries Abdank, né en 1526 et mort le 2 décembre 1574 à Ciążeń, fut évêque de Poznań, diplomate, prévôt du chapitre de la cathédrale de Poznań dans les années 1552 - 1562. En tant qu'ambassadeur de la république des Deux Nations (Pologne-Lituanie) il participa à la délégation polonaise qui arriva à Paris en 1573  pour offrir au duc Henri d'Anjou, frère cadet de Charles IX et futur Henri III, la Couronne  de Pologne et la succession du roi Zygmunt II August, mort sans héritier.